# 貴納順二
貴納 順二（きのう じゅんじ、1944年（昭和19年）12月30日 - ）は、日本の経営者。プリマハムの元代表取締役社長で、大阪市の代表監査委員も務めたが、パワハラを市職員に繰り返し辞任した。

## 略歴
大阪府生まれ、1963年（昭和38年）大阪府立岸和田高等学校卒業。1968年（昭和43年）3月同志社大学経済学部を卒業し、4月総合商社「伊藤忠商事」入社。繊維マテリアル部門長などを経て1999年（平成11年）6月に執行役員。2001年6月、伊藤忠の系列（筆頭株主）の食肉加工食品メーカー「プリマハム」に常務取締役として入社、2002年4月代表取締役社長に就任。2009年6月に会長、2010年6月に取締役を退任した。

## 人物
伊藤忠では繊維製品の貿易一筋。入社10年目に単身イラク赴任など、外国で「何度も修羅場をくぐり抜けてきた」という。
プリマハムでは伊藤忠グループ入りを進めた。2003年4月、社長として、伊藤忠を引受先とする32億円の第三者割当増資を実施した。伊藤忠の持ち株比率39.88％となり、プリマハムは連結対象会社として伊藤忠の傘下に入っている。
自身について「僕は吉本（興業の演芸・お笑い）を見てずっと育ってきた人間なんでね、冗談も結構中には入ります」と評している。

### 大阪市職員にパワハラ、辞任
2014年大阪市の橋下徹市長に任命され、市特別職（常勤）の代表監査委員を務める。全国組織「全国都市監査委員会」の代表者（会長都市）も務め、2018年市監査委員に再任されたが、2019年9月、大阪市公正職務審査委員会に公益通報があり調査の結果、貴納が市職員に対し「お前ら職員の分際で、わしの言うことを聞けんのか」などの言動でパワーハラスメント（パワハラ）を繰り返していたことが発覚。2020年（令和2年）3月24日、市公正職務審査委から是正を勧告された。職場環境の改善措置を松井一郎市長にも求められた結果、貴納は同日に辞表を提出した。
パワハラ被害は、市職員28人（行政委員会事務局監査部監査課）のうち8人、9件で時期と場所が特定された。時期は特定できなかったが、「金魚のフンみたいに座っているだけ」「こんな仕事なんか、女の子にさせりゃええんだよ」などの発言もパワハラと認定された。
そのほか、「国立大学まで出てこの程度か」「役立たず」「本当に馬鹿」「仕事から外す」と言ったり、休日出勤の代休を取得しようとした市職員に「そんな心がけじゃ、民間会社では一発アウト」と話した上、勤務後の夜間に翌朝までの資料修正を命じたり、「15分で昼ごはん食べて、午後すぐに修正資料持ってこい」と指示して、昼食をとらせず作業を行わせた。市職員の1人は突発性難聴となり、心療内科に通院している。